# Phosphatdiabetes
Der Phosphatdiabetes ist eine Erkrankung, bei der mit dem Harn zu viel Phosphat ausgeschieden wird, das eigentlich in der Niere aus dem Vorharn zurückgewonnen werden müsste. Dadurch kommt es zu schweren Knochenwachstumsstörungen ähnlich wie bei Rachitis, weil Phosphat die Einlagerung von Calcium in die Knochen beeinflusst. Die Erkrankung zeigt sich bereits im Kleinkindalter und tritt im Durchschnitt bei einem von 325.000 Menschen auf. Mädchen sind doppelt so oft wie Jungen betroffen, zeigen aber leichtere Verläufe der Erkrankung. Die Wahrscheinlichkeit einer sogenannten Erstmutation liegt bei ca. 1:25.000.000.
Die Krankheit ist nicht ansteckend oder übertragbar.
Weitere Bezeichnungen der Krankheit sind familiäre hypophosphatämische Rachitis oder Vitamin-D-resistente Rachitis.

## Ursache
Beim Phosphatdiabetes liegt eine Mutation für ein Gen auf dem kurzen Arm des X-Chromosoms (Xp22.1) vor. Diese Mutation ist dominant: Ein erkranktes Allel genügt zum Auslösen der Erkrankung. Der genaue Mechanismus der Entstehung ist noch ungeklärt; es wird angenommen, dass das mutierte Gen die Bauanleitung für ein Membranprotein enthält, das über den Fibroblasten-Wachstumsfaktor 23 (FGF-23) die Rückgewinnung des Phosphats in der Niere reguliert. Durch die Mutation wird durch eine FGF-23-Überaktivität diese Rückgewinnung beeinträchtigt.

## Pathogenese
Im Körper sind die im Blut gelösten Mengen von Phosphat und Calcium aneinander gekoppelt (das sogenannte „Calcium-Phosphat-Produkt“). Sinkt die Menge von Phosphat im Blut, so wird zugleich auch weniger Calcium in die Knochen eingebaut. Dieses Calcium wird aber für die Festigkeit der Knochen in großen Mengen benötigt, und der Knochen wird den höheren Belastungen durch das wachsende Kind nicht mehr gerecht. Dadurch kommt es zu den Knochenverformungen, die für die Erkrankung typisch sind.
Zusätzlich würde ein zu geringer Phosphatspiegel im gesunden Körper die Freisetzung von Vitamin D (Calcitriol) auslösen, was wiederum zu einer Erhöhung der Phosphataufnahme aus dem Darm führt. Bei einem Phosphatdiabetes ist aber auch dieser Regelkreis gestört: Trotz des erniedrigten Phosphatspiegels im Serum steigt die Calcitriolsekretion nicht an.

## Symptome
Die Erkrankung zeigt sich meist ab dem zweiten Lebensjahr in Form von Skelettdeformierungen mit starken Genua und Coxa vara (O-Beine), breitbeinigem Watschelgang, Kleinwuchs, gestörter Zahnentwicklung sowie – falls keine Behandlung erfolgt – Mittelohrschwerhörigkeit durch die mangelhafte Entwicklung der Gehörknöchelchen.
Als Folgeerkrankung kann es in den Nieren zu Kalkablagerungen kommen.

## Diagnostik
Typisch sind das klinische Bild, das Alter, in dem die ersten Symptome auftreten, und der bereits vorhandene Phosphatdiabetes in der Familie.
Das klinische Bild wird besonders durch die Analyse der Blutwerte und die Auswertung von Röntgenaufnahmen bestimmt. Im Blut zeigt sich ein erniedrigter Phosphatspiegel, eine erhöhte alkalische Phosphatase bei normalem Spiegel für Calcium, Parathormon und Calcitriol.
Im Röntgenbild finden sich rachitische Veränderungen an den Wachstumszonen der Unterarme, später auch von Knie- und Sprunggelenken, sowie Zeichen der Osteomalazie.
Bei der Differenzialdiagnostik ist darauf zu achten, dass das klinische Bild des Phosphatdiabetes leicht mit dem der Hypophosphatasie verwechselt werden kann. Bei dieser liegt jedoch eine erniedrigte alkalische Phosphatase vor, so dass eine andere Behandlung notwendig ist.

## Therapie
Die Therapie des Phosphatdiabetes ist symptomatisch und besteht aus der Gabe von Phosphattabletten und Calcitriol. Die Therapie sollte so früh wie möglich begonnen werden, um Skelettschäden zu vermeiden. Wegen der Gefahr von dauerhaften Nierenschäden als Folge der Therapie (Nephrokalzinose) sollten regelmäßige Kontrollen der Niere durch Ultraschall erfolgen. Seit April 2018 steht mit dem monoklonalen Antikörper Burosumab (Crysvita®), der sich gegen FGF-23 richtet, ein spezifisches Medikament zur Verfügung.
Bei rechtzeitiger Behandlung können schwere Knochendeformationen verhindert werden. Bei spätem Behandlungsbeginn können orthopädische Korrekturen notwendig sein.